# Rudbøl
Rudbøl (tysk: Ruttebüll) ligger i Sønderjylland er en lille landsby i Højer Sogn i Tønder Kommune ved den dansk-tyske grænse. Rudbøl ligger på digerne mellem den fredede Rudbøl Kog og Rudbøl Sø. De fleste huse ligger på diget mod Højer, anlagt 1556.  
Med under Rudbøl hører siden grænsedragningen i 1920 enkelte huse i landsbyen Rosenkrans, hvor cirka 170 m af landegrænsen er lagt midt på gaden.
Rudbøl er kendt for sine smukke vestslesvigske gårde og Rudbøl Sø. Rudbøl havde oprindeligt tre kroer, hvoraf de to endnu er i funktion. Kroen Alter Deutscher Grenzkrug ligger i dag på den tyske side. Siden 1711 har Rudbøl Grænsekro været beliggende i byen. Der er i dag tilknyttet campingplads til kroen, ligesom adskillige huse i Rudbøl ejes af kroen og bruges til udlejning. Nær kroen ligger der et hostel. 
På mange af husene i Rudbøl fortæller et lille opslag om byen og om husets historie. Rudbøl ligger i Tøndermarsken og den eneste af Danmarks landsbyer bygget på et dige. 
Syd for Aventoft og Rudbøl ligger det 10.400 ha store kog Gudskog. Det tyndt beboede område ligger op til 2 meter under havniveau. I Magisterkog øst for Rudbøl yngler bl.a. rørdrum, grågås, knarand, rørhøg og plettet rørvagtel. 

## Historie
Rudbøl nævnes første gang 1444. Rudbøl blev anlagt på en sandbanke ved Vidå. Sandbanken blev forhøjet med kunstige banker, de såkaldte værfter, der senere indgik i det store havdige, som hertug Hans den Ældre (1521-1580) anlagde i årene 1554 til 1556. 
1710 fandtes ingen skolebygning i Rudbøl. Undervisningen foregik i en stue lejet i et hus. 
Indtil etableringen af Rudbøl Kog i 1715 gik havet tæt ind til Rudbøl. Den vanskelige transport over land til Tønder efter inddigningen betød, at Rudbøl havde et stort antal såkaldte bådmænd. 
1769 havde Rudbøl 8 gårde, 21 kådnere (husmand) og 12 indsiddere med i alt 221 indbyggere. Her boede også to Schackenborg kådnere, som ikke havde græsningsret. 
1822 blev der bygget en ny skole, som blev opført i sten med stråtag. Den indeholdt en skolestue, der var otte meter bred, tre meter lang og to meter høj. Der var seks vinduer samt en tjenestebolig med to stuer, soveværelse, køkken, spisekammer og stald.  
1830 havde Rudbøl 30 bådmænd, der fragtede varer på Vidå. Afhængig af bådenes formål opstod der forskellige former for marskbåde. Historisk kendes 6 forskellige typer, som nævnt efter størrelse kaldtes rudbølpramme, tregangsbåde, togangsbåde, engangsbåde, fiskebåde og skyttebåde. Når vinden var tilstede, brugte man sejlet, ellers måtte der stages.
Når folk fra Rudbøl skulle i kirke, foregik det med båd til Højer Sluse. Herfra gik de til Højer Kirke. Indtil 1893 blev døde Rudbøllinger fragtet til den hvide bro ved Højer, hvorfra kisten førtes videre med hestevogn. I Gudskog havde man ikke et landpostbud, men en vandpost. To gange om ugen sejlede posten nordpå gennem kanalen langs østsiden af Rosenkrans, langs med Nykirke vejen og drejede før Fiskehusene østpå mod Gudskog– gårdene. Når der var frost og tø, kunne der gå op til 4 uger inden man fik sin post.  
I Rosenkrans og Rudbøl var der tidligere tre kroer og fire købmænd. De fik alle bragt deres varer fra Tønder med båd. I 1834 var der i Rudbøl to tømrere, to skomagere, to skræddere, en væver og en købmand. I 1900 var der kommet en gæstgiver til i Rosenkrans.  
Under den 2. Slesvigske Krig i 1864 rekvirerede de østrigske tropper i Højer et stort antal togangsbåde (fladbundet båd) fra Rudbøl. Fartøjerne blev lagt til ved Højer Sluse med henblik på overførsel til Sild. Den 13. juli blev der sejlet 200 østrigske soldater fra Højer til Munkmarsk ombord i 20 togangsbåde og et større fartøj. De fleste af disse fartøjer blev leveret fra Rudbøl.
1862 opstod der den  1. juni en brand, hvorved flere stråtækte huse i løbet af kort tid blev lagt i aske. Ikke mindre end 24 familier blev denne dag hjemløse.  
1896 havde Rudbøl 266 indbyggere, som i 1912 var faldet til 246. 
I 1923 blev den hidtidige skole indrettet til den tyske skoleafdeling. Der blev bygget en ny skole til den danske afdeling.  
Den nye grænse i 1920 delte ikke bare landsbygaden og Rudbøl Sø, men skilte også mange familier. Hver aften gik grænsebommen ned kl. 22 og gik først op igen næste morgen.
I 1920’erne tørlagdes marskens vådområder. Dermed forsvandt det miljø, hvor de havde sejlet, fisket og høstet tagrør. Områdets fugtige landskab er stadig hjemsted for et rigt fugleliv.
- På en kort strækning ligger husene så tæt på vejen at der dårligt er plads til fortov
- Rudbøl Grænsekro
- Rudbøl Vandrerhjem
- På en P-plads i Rudbøl er malet et kort over Vestkystrutens forløb

Se også: Højer Sogn

## Rudbøl Sø
Grænsen mellem Danmark og Tyskland går midt gennem søen. Den gennemstrømmes af Vidå. Søen blev dannet i forbindelse med inddigning  af marsken i 1566. Tidligere var der tre afløb og sluser fra Rudbøl Sø, i dag er der kun Vidå der er afløb. Vanddybden er i gennemsnit 0,8 m, dog med områder ned til 3 meter. Omgivelserne er flad marsk og enge, der sammen med søen er fredet (EU-habitatområde ). Søen har et varieret plante- og dyreliv. Der var før i tiden erhvervsfiskeri i og varetransport gennem Rudbøl Sø til Tønder, og lokalbefolkningen skar tagrør til tagtækning og sø-kogleaks til fremstilling af blandt andet måtter. Området omkring søen  trækker mange turister til, som blandt andet kommer for at se stæreflokkene opføre Sort sol.
54°54′3″N 8°45′17″Ø / 54.90083°N 8.75472°Ø